# Liste der Beratungsgremien der Bundesregierung
Die deutsche Bundesregierung und ihre Fachminister lassen sich von Fachleuten aus Wissenschaft, Wirtschaft und Politik beraten, die diese Arbeit in selbständigen Gremien unterschiedlicher Form, Geschäftsordnung und gesetzlicher Grundlage ausüben.
Es sind in alphabetischer Reihenfolge (in Klammern die offizielle beratene Stelle, sofern festgelegt):
- Beratende Kommission im Zusammenhang mit der Rückgabe NS-verfolgungsbedingt entzogener Kulturgüter, insbesondere aus jüdischem Besitz, Geschäftsstelle: Koordinierungsstelle für Kulturgutverluste

- Bioökonomierat
- Corona-Expertenrat (am 4. April 2023 aufgelöst)
- Datenethikkommission

- Deutscher Ethikrat
- Digitalrat
- Digitalrat BMVg

- Expertenkommission Forschung und Innovation (kurz EFI) (BMBF)
- Expertenrat für Klimafragen (BMU)
- Expertenrat Gesundheit und Resilienz

- Hauptausschuss für Mindestarbeitsentgelte nach dem Mindestarbeitsbedingungengesetz (BMAS)

- Innovationsdialog zwischen Bundesregierung, Wirtschaft und Wissenschaft
- IT-Planungsrat

- Monopolkommission (BMWi)

- Nationale Stelle zur Verhütung von Folter

- Nationaler Normenkontrollrat (BK)
- Nationaler Wasserstoffrat
- Rat für Informationsinfrastrukturen (RfII)

- Projektgruppe Regierungs- und Verwaltungsreform

- Rat für Nachhaltige Entwicklung (kurz: RNE) (BKAmt)
- Rat für Sozial- und Wirtschaftsdaten (RatSWD)

- Sachverständigenrat für Umweltfragen (UBA)

- Sachverständigenrat zur Begutachtung der gesamtwirtschaftlichen Entwicklung (BMWi)

- Sachverständigenrat zur Begutachtung der Entwicklung im Gesundheitswesen (BMG)

- Wissenschaftlicher Beirat der Bundesregierung Globale Umweltveränderungen (kurz: WBGU) (BMBF/BMU)
- Wissenschaftlicher Beirat für Waldpolitik ([BMEL])
- Wissenschaftsplattform Klimaschutz (BMBF/BMWK)
- Wissenschaftsplattform Nachhaltigkeit 2030
- Wissenschaftsrat
- Zukunftsrat des Bundeskanzlers